# Pataeta corvina
Pataeta corvina är en fjärilsart som beskrevs av Pieter Cornelius Tobias Snellen 1880. Pataeta corvina ingår i släktet Pataeta och familjen nattflyn. Inga underarter finns listade i Catalogue of Life.